# Clelia Ailara
Clelia Ailara (Ustica, 30 aprile 1972) è una giocatrice di softball italiana che ha gareggiato ai Giochi della XXVII Olimpiade.